# John Gervase
John Gervase auch Gervais oder John of Exeter (gestorben 19. oder 20. Januar 1268) war ein englischer Geistlicher. Ab 1262 war er Bischof von Winchester.

## Aufstieg zum Bischof
John Gervase stammte vermutlich aus Exeter. 1234 wird er als königlicher Bote genannt, der nach Irland gesandt wurde. Anscheinend stand er auch in den folgenden Jahren im Dienst von König Heinrich III. 1246 und 1248 wird er als Arzt bezeichnet. 1247 benannte ihn Ware Abbey als Priester von Byfield. Zwischen 1248 und 1251 wurde er Kanzler von York Minster. Dazu erhielt er weitere Pfründen, darunter das Amt des Rektors von Wawne sowie das Amt des Pfarrers von Mixbury in Oxfordshire. Diese Ämter hielt er aber nur Sinekuren, denn um 1250 lehrte er an der Universität von Paris. 1255 wurde er von Papst Alexander IV. beauftragt, in einem kirchlichen Streitfall in Oxford zu entscheiden. Zum päpstlichen Kaplan ernannt, reiste er März 1256 nach Rom, um im Streit um die vom König abgelehnte Wahl von Sewal de Bovill zum neuen Erzbischof die Haltung des Kathedralkapitels von York zu vertreten. 

## Bischof von Winchester

### Ernennung zum Bischof
1257 schlug ihn der als Erzbischof bestätigte Sewal vergeblich als neuen Bischof von Carlisle vor. 1262 war Gervase erneut in Rom, wo er als Zeuge für die Kanonisation von Richard von Chichester, den er anscheinend persönlich gekannt hatte, aussagte. Papst Urban IV. ernannte Gervase am 22. Juni 1262 zum neuen Bischof der seit 1260 vakanten Diözese Winchester, die unter päpstliche Verwaltung gefallen war, nachdem die Mönche des Kathedralpriorats keinen neuen Bischof wählten. Am 10. September 1262 wurde Gervase vom Papst zum Bischof geweiht. Gegen die hohe Gebühr von £ 2000 übertrug ihm König Heinrich III. am 18. Oktober die Temporalien der Diözese, und Weihnachten 1262 wurde Gervase als neuer Bischof in Winchester inthronisiert. Zu diesem Zeitpunkt war Gervase bei italienischen Kaufleuten mit mindestens 12.000 Mark verschuldet. Dies führte zum Vorwurf, er hätte sowohl den Papst wie auch den päpstlichen Vizekanzler bestochen, um zum Bischof ernannt zu werden.

### Wirken als Bischof
Gervases Amtszeit als Bischof war durch einen langen Streit mit dem Kathedralpriorat von Winchester über die Wahl eines Priors sowie durch die politische Krise des Zweiten Kriegs der Barone in England geprägt. Dazu erließ er neue Diözesanstatuten und unternahm eine Visitation seines Kathedralpriorats. Diese war vermutlich eine der ersten derartigen Visitationen durch einen Bischof. Politisch unterstützte Gervase zögernd die Adelsopposition unter Simon de Montfort gegen König Heinrich III. Als es 1264 zu offenen Kämpfen zwischen dem König und der Adelsopposition kam, verweigerte Gervase dem König vor der Schlacht von Lewes militärische Unterstützung. In dieser Schlacht geriet der König in die Gewalt Montforts, der nun die Regierung von England übernahm. Ende 1264 war Gervase in Frankreich, wo er sich beim französischen König Ludwig IX. vergebens zugunsten der Regierung der rebellischen Barone einsetzte. Auch sein Versuch, vom päpstlichen Legaten Gui Foucois die Absolution für seine Unterstützung der Rebellen zu erhalten, scheiterte, da er sich weigerte, die vom Legaten ausgesprochene Exkommunikation der rebellischen Barone zu verkünden. Im August 1265 konnten die Anhänger des Königs die rebellischen Barone in der Schlacht von Evesham entscheidend schlagen und die Macht in England zurückgewinnen. Gervase wurde von nun Foucois, der als Clemens IV. neuer Papst geworden war, getadelt und 1266 von seinem Amt entbunden. Die Verwaltung der Diözese Winchester wurde dem päpstlichen Legaten Ottobono übertragen, während Gervase erneut nach Italien reiste, um die Vergebung des Papstes zu erbitten. Zusätzlich verurteilte ihn der König zur Zahlung einer Strafe von 1000 Mark, was Gervases Schulden weiter erhöhte. Gervase starb am Papsthof in Viterbo, wo er auch begraben wurde. Auf dem Totenbett gestattete er noch den Mönchen seines Kathedralspriorats, ihren Prior frei zu wählen. Die hohen Schulden, die er hinterließ, waren eine schwere Belastung für seine Nachfolger.